# Івуарійсько-малійські відносини
Івуарійсько-малійські відносини — двосторонні дипломатичні відносини між Кот-д'Івуаром і Малі. Протяжність державного кордону між країнами становить 599 км.

## Історія
Відносини Кот-д'Івуару з Малі далекі від теплих, але є менш конфронтаційними, ніж відносини з Гвінеєю, Буркіна-Фасо та Ганою. Абіджан і Бамако підтримували відносно стабільні відносини, які варіювалися між дружніми та коректними, незважаючи на соціалістичну орієнтацію Малі у 1960-х та 1970-х роках.
У 2010 в Малі почалося Туарезьке повстання і Кот-д'Івуар вжив заходів щодо посилення своїх збройних сил для охорони кордону на півночі.
Кот-д'Івуар та Малі є членами Економічного співтовариства країн Західної Африки (ЕКОВАС).

## Торгівля
Малі є третім у світі споживачем продукції з Кот-д'Івуару, імпортувавши в 2017 році товарів з цієї країни на суму 404 млн. доларів США.

## Дипломатичні представництва
- Кот-д'Івуар має посольство в Бамако[6].
- Малі має посольство в Абіджані[7].